# Elaver exempta
Elaver exempta är en spindelart som först beskrevs av Willis J. Gertsch och Davis 1940.  Elaver exempta ingår i släktet Elaver och familjen säckspindlar. Inga underarter finns listade i Catalogue of Life.